# Cosmos 482
Cosmos 482 (en ruso: Космос 482), también conocida como Kosmos 482, fue una sonda espacial de la URSS lanzada el 31 de marzo de 1972 a las 04:02:33 UTC, con finalidad de explorar Venus. Su nombre oficial fue sonda 3V número 671 o V72 número 671. La misión falló al no conseguir salir de la órbita baja terrestre.
El 10 de mayo de 2025, la nave se reentró a la tierra y sus restos se estrellaron en el Océano Índico. Según la agencia espacial rusa Roscosmos, se estrelló a las 6:24 UTC cerca a las costas de Indonesia occidental.

## El lanzamiento y una combustión insuficiente
La Unión Soviética en 1961 estaba en plena carrera espacial contra Estados Unidos. Con el objetivo de ser los primeros en llegar a Venus, comenzó el programa Venera (en ruso: Венера). El constructor ruso Lavochkin, bajo la dirección del diseñador jefe de la oficina de diseño Babakina, era el responsable del diseño original del programa que consistía en alcanzar el planeta y poder recoger y enviar datos de vuelta. 
Al igual que con otras misiones con destino interplanetario, como el programa Mars con misión Marte, era frecuente duplicar el envío de sondas. Es decir, para objetivos similares, se lanzaban en fechas cercanas dos sondas idénticas o muy similares. Esto se debía, entre otras razones, para intentar alcanzar los objetivos previstos en unas condiciones muy exigentes, en el menor tiempo posible y asegurando las mayores tasas de éxito. 
Normalmente, las misiones de exploración planetarias se lanzaban con el conjunto del motor cohete, una nave portadora y una sonda. De esta manera, el cohete posicionaba inicialmente el conjunto de nave portadora y sonda en una órbita de la Tierra conocida como una órbita de aparcamiento. Las sondas se lanzaban hacia sus objetivos con un motor funcionando durante aproximadamente 4 minutos. A partir de 1962, si el motor por alguna razón fallaba y no se completaba el tiempo necesario para alcanzar la velocidad de escape, la sonda se quedaba atrapada en la órbita terrestre y pasaban a designarse genéricamente como Kosmos seguido de un número. De esta manera intentaba ocultarse el fallo sin perjudicar la imagen del régimen. Si la misión tenía éxito, y alcanzaba Venus, pasaba a adoptar el nombre de Venera seguido de un número ascendente. Así pues, en 1970, la sonda Venera 7 consiguió enviar datos de la atmósfera de Venus por primera vez en el mundo. 
El 31 de marzo de 1972, desde el cosmódromo de Baikonur desde la rampa de lanzamiento número 6 del área 31 y con el cohete Molniya-M, se lanzó una nueva sonda del programa similar a la anterior con un peso de 1180 kg. Cuatro días después se repetía otro lanzamiento de una sonda gemela, que al tener esta éxito, pasaría a ser conocida posteriormente como Venera 8. Esta segunda sonda, nombrada como 3V número 670, sería la primera en alcanzar y atravesar la atmósfera y enviar datos desde la superficie de Venus de manera exitosa.
Pero la primera sonda, después de alcanzar con éxito la órbita de estacionamiento prevista de 196 por 215 kilómetros y con una inclinación de 51.78 grados, no consiguió alcanzar una trayectoria para llegar a Venus. Un temporizador configurado incorrectamente causó que fallase el sistema automático de la etapa del cohete "Blok L" y se desprendiera demasiado temprano, encendiéndose la ignición tan solo 2 minutos de los cuatro previstos. El sistema había fracasado, y no había entregado la propulsión necesaria para que la sonda pudiera abandonar la órbita terrestre y alcanzar Venus. Con la falta de velocidad y por acción de la gravedad terrestre, parte de la misión quedó atrapada en órbita baja terrestre y terminó precipitándose en dos días al sur de Nueva Zelanda. Sin embargo, probablemente parte de la carga útil y de la nave portadora alcanzó durante la última ignición fallida una órbita superior, de 9805 kilómetros de apogeo y 205 kilómetros de perigeo con una inclinación de 52.22 grados, dando una vuelta cada 201.4 minutos alrededor de la Tierra. La Unión Soviética la denominó Kosmos 482, quedando así la sonda atrapada en una órbita en forma de basura espacial y olvidada rápidamente.

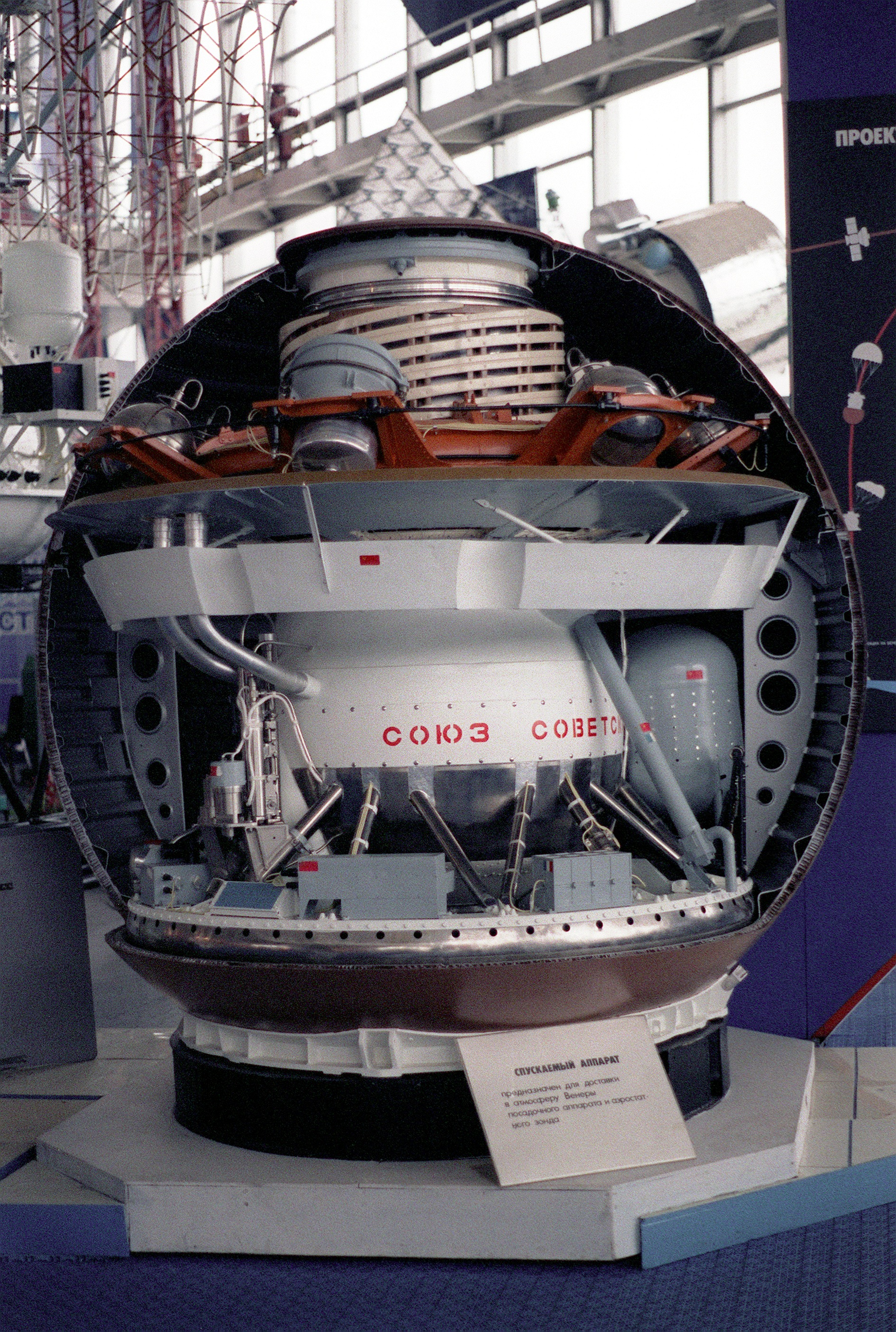
Un modelo didáctico a tamaño real de la sonda tipo Venera, en la Exposición Internacional de Tsukuba (1985).

## El incidente de las bolas de Ashburton
Un mes más tarde del lanzamiento, el 3 de abril de 1972, cuatro bolas de aleación de titanio de 13,6 kg al rojo vivo aterrizaron dentro de un radio de 16 km entre sí, a las afueras de Ashburton, en Nueva Zelanda. Este accidente, que llegó a ser una leyenda popular, se conoció como "el incidente de las bolas de Ashburton". Las esferas metálicas de 38 cm de diámetro dañaron unos cultivos de agricultura e hicieron hendiduras profundas en el suelo, pero nadie resultó herido. En 1978, un objeto de forma similar fue descubierto cerca de la ciudad de Eiffelton, a 20 km de Ashburton. En 2002 el gobierno del país, desclasificó la documentación hasta entonces confidencial del caso.
El derecho espacial exigía que la basura espacial fuera devuelta a su propietario, pero los soviéticos negaron el conocimiento o la propiedad de estos restos que eran secretos. La propiedad, por lo tanto, recayó en el agricultor sobre cuya propiedad cayó el satélite. Kosmos 482 fue analizado a fondo por científicos de Nueva Zelanda y determinaron el origen soviético por las marcas de fabricación y la soldadura de alta tecnología del titanio. Los científicos concluyeron que probablemente eran los recipientes a presión de gas del tipo utilizado en el cohete de lanzamiento para un satélite o vehículo espacial y habían sobrevivido a la reentrada atmosférica.

## Redescubrimiento y reentrada
El 11 de agosto de 2011, casi cuatro décadas después del lanzamiento de Kosmos 482, el astrónomo Ralf Vandebergh, consiguió capturar imágenes con cierto detalle de —posiblemente— la misión fallida mientras orbitaba. En estas imágenes se reconocía las partes generales de una sonda espacial girando sobre sí misma aunque sin poder confirmar ni alcanzar a ver el estado real. Se ha catalogado como objeto número 1972-023E.
Su módulo de aterrizaje, el cual pesa 495 kg, si estuviera intacto tendría posibilidades de hacer una reentrada atmosférica sin sufrir muchos daños, es decir, podría llegar a impactar contra la superficie terrestre aunque seguramente en pedazos. Fue diseñada para resistir fuerzas de hasta 300 ges de aceleración y una presión de 105 bares para poder sobrevivir cierto tiempo a las duras condiciones del planeta Venus (Venera 7 estaba diseñada para incluso 180 bares y 580 °C). Actualmente, se desconoce exactamente si estos restos pertenecen a esta sonda y si es así, en qué estado se encuentra. Tiene una trayectoria estimada los últimos años de unos 2735 kilómetros de apogeo y 200 kilómetros de perigeo.

## Instrumentos de la sonda espacial

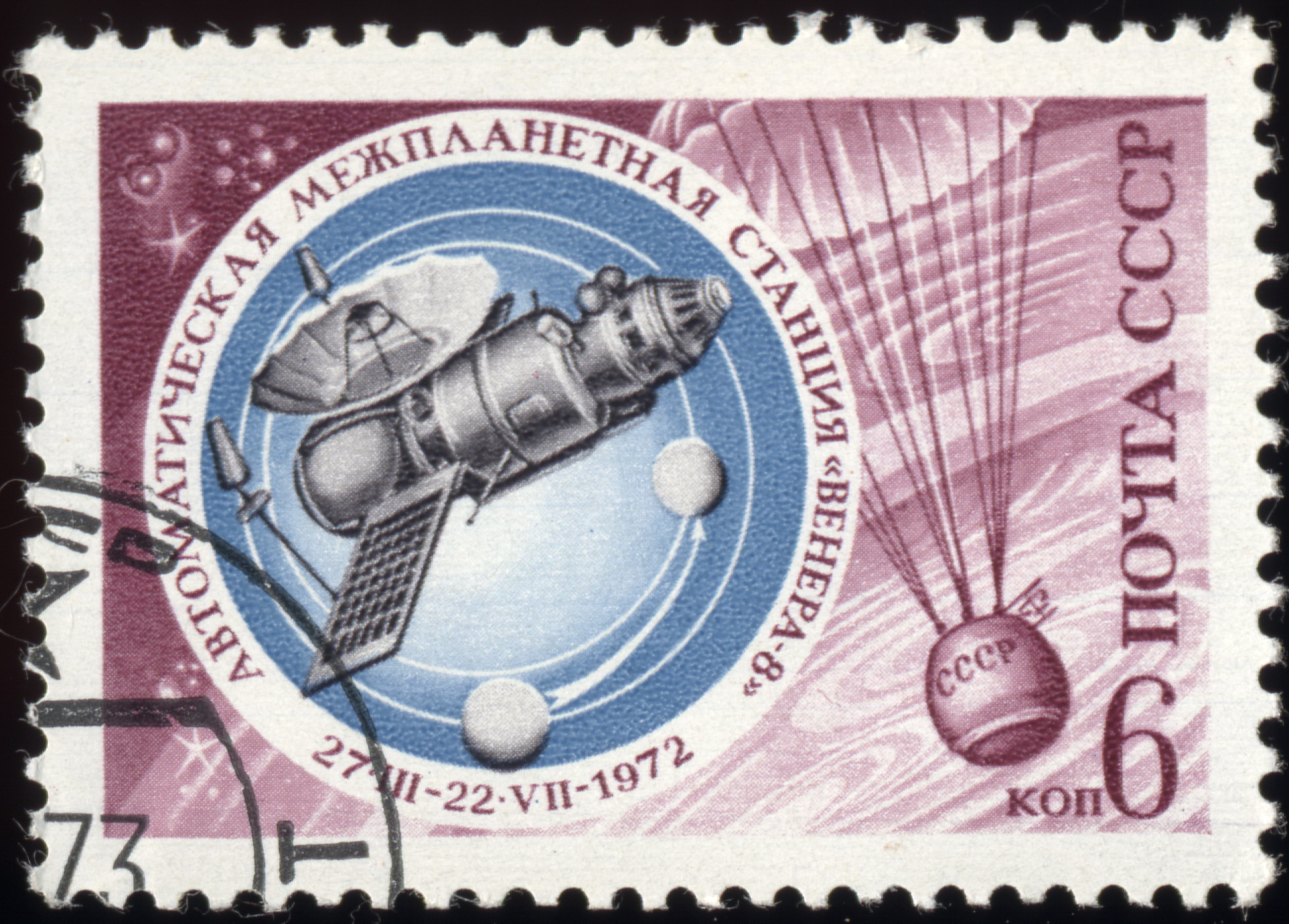
Sello conmemorativo de la URSS de 1972 sobre el programa de exploración Venera.

La sonda usaría el mismo diseño de sondas marcianas y venusinas desde 1967 hasta 1972 en la Venera 4 por la oficina de diseño de NPO Lávochkin usando el diseño de la oficina OKB-1 de Serguéi Koroliov. Tenían una masa de 1184 kg e incorporaban una cápsula de aterrizaje semiesférica de 495 kg. La cápsula no llevaba cámaras, pero sí fotómetros, un altímetro radar, un espectrómetro de rayos gamma, una estación meteorológica y sensor para analizar la atmósfera.  En junio de 1972 se observó la separación de un fragmento procedente de la nave principal que los expertos identificaron como la cápsula de aterrizaje.

### Vehículo principal portador o bus
1. Detector de rayos cósmicos
2. Detector de viento solar
3. Espectrómetro ultravioleta

### Sonda atmosférica
1. Termómetro
2. Bariómetro
3. Radio altímetro
4. Fotómetro
5. Espectrómetro de rayos gamma
6. Analizador de gases
7. Medidor de velocidad del viento